# Bandera de Groenlàndia
La Bandera de Groenlàndia, que té unes proporcions de 12 parts per 18, està formada per dues franges horitzontals d'igual amplària, sent la franja superior de color blanc i de color vermell la franja inferior. Centrat en altura apareix un cercle el radi del qual és de 4 parts i el centre està a 7 parts de l'asta, sent la meitat superior de color vermell mentre que la inferior és blanca.
El nom de la bandera en groenlandès és Erfalasorput, que significa "la nostra bandera", però també és anomenada Aappalaartoq, que significa "la vermella", apel·latiu que també és usat per a referir-se a la Dannebrog danesa.

## Història
Va ser el 1973 quan Groenlàndia es va plantejar per primera vegada la qüestió de tenir la seva pròpia bandera quan cinc groenlandesos van proposar una bandera verda, blanca i vermella. A l'any següent, un diari local va demanar 11 propostes (totes menys una contenien una creu nòrdica) i les va sotmetre a votació popular, però la Dannebrog va ser preferida a les altres.

La proposta finalista, de fons verd amb una creu nòrdica blanca.

El 1978, Dinamarca va cedir a les pressions groenlandeses que reclamaven més autonomia. El govern autònom va fer una crida pública perquè es presentessin propostes de banderes, rebent 555 dissenys (dels quals 293 van ser enviats per groenlandesos). Com el comitè encarregat de l'elecció no arribà a cap acord es van sol·licitar nous dissenys. Finalment, s'elegí el disseny presentat per Thue Christiansen, guanyant per 14 vots a 11, l'altre disseny finalista fou una creu nòrdica amb els colors verd i blanc. La nova bandera va ser adoptada oficialment el 21 de juny de 1985.
El 1995, per a commemorar el desè aniversari de la Erfalasorput, l'Oficina de Correus de Groenlàndia va emetre una sèrie de segells commemoratius, i es va publicar un fullet redactat per Thue Christiansen. En aquest fullet l'autor deia: la part blanca de la bandera simbolitza la capa de gel i el nostres fiords estan representats per la part vermella del cercle. La part blanca del cercle simbolitza els icebergs i la banquisa, i la part vermella de la bandera representa l'oceà. També afegia: Els colors són els mateixos que en la Dannebrog (la bandera nacional de Dinamarca) i per això podem continuar anomenant a la nostra bandera "Aappalaartoq", la vermella.